# Rodney White
Rodney Charles White (Filadelfia, Pensilvania, 28 de junio de 1980) es un exjugador de baloncesto estadounidense. Con 2.09 metros de estatura, jugaba en la posición de alero.

## Trayectoria deportiva

### Universidad
Jugó tan solo un año en las filas de los 49ers de la Universidad de Charlotte, en el cual promedió 18,7 puntos y 6,5 rebotes por partido, siendo nombrado freshman (jugador de primer curso) del año a nivel nacional por la cadena de televisión ESPN.

### Profesional

#### NBA
Fue elegido en la primera ronda del Draft de la NBA de 2001 por Detroit Pistons, donde en su primera temporada apenas jugó 16 partidos, en parte debido a las lesiones. En su segundo año las cosas fueron mejores, ya que llegó a disputar 19 partidos como titular, promediando al final del año 9 puntos y 3 rebotes por encuentro. Disputó una temporada y media más en Detroit, pero cada vez disfrutando de menos minutos de juego, siendo traspasado a Golden State Warriors junto a Nikoloz Tskitishvili, a cambio de Eduardo Nájera, Luis Alberto Flores y una elección en la primera ronda del Draft de 2007. Pero en California las cosas no mejoraron, siendo despedido al finalizar la temporada 2004-2005.

#### Europa
Probó entonces suerte en el baloncesto europeo, fichando por el Ricoh Manresa y posteriormente por Lagun Aro Bilbao de la Liga ACB, donde apenas permaneció tres semanas, fichando posteriormente por el Scavolini Pesaro de la lega due italiana, equipo que consiguió el ascenso.